# Laskavec bílý

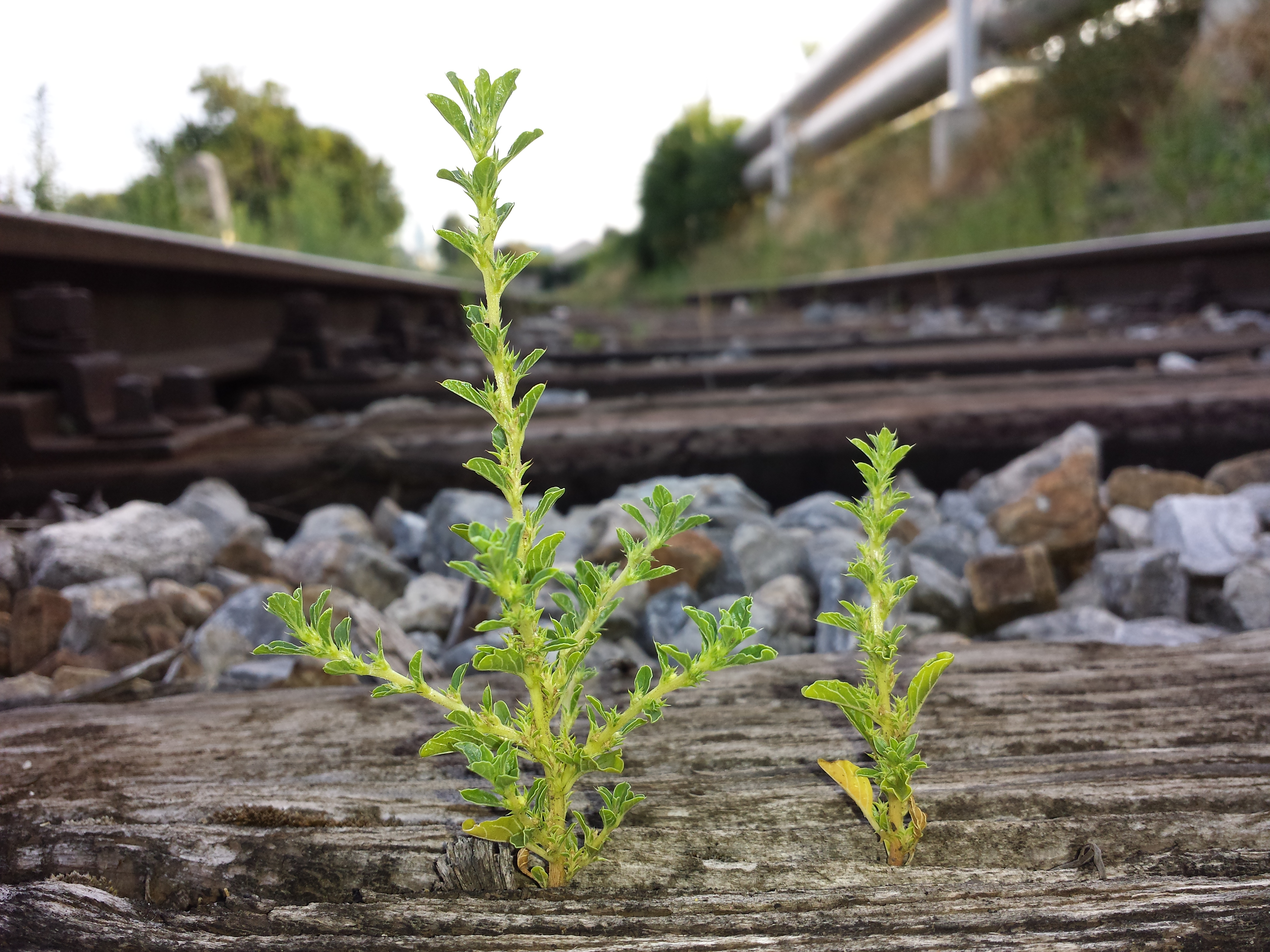
Mladá rostlina

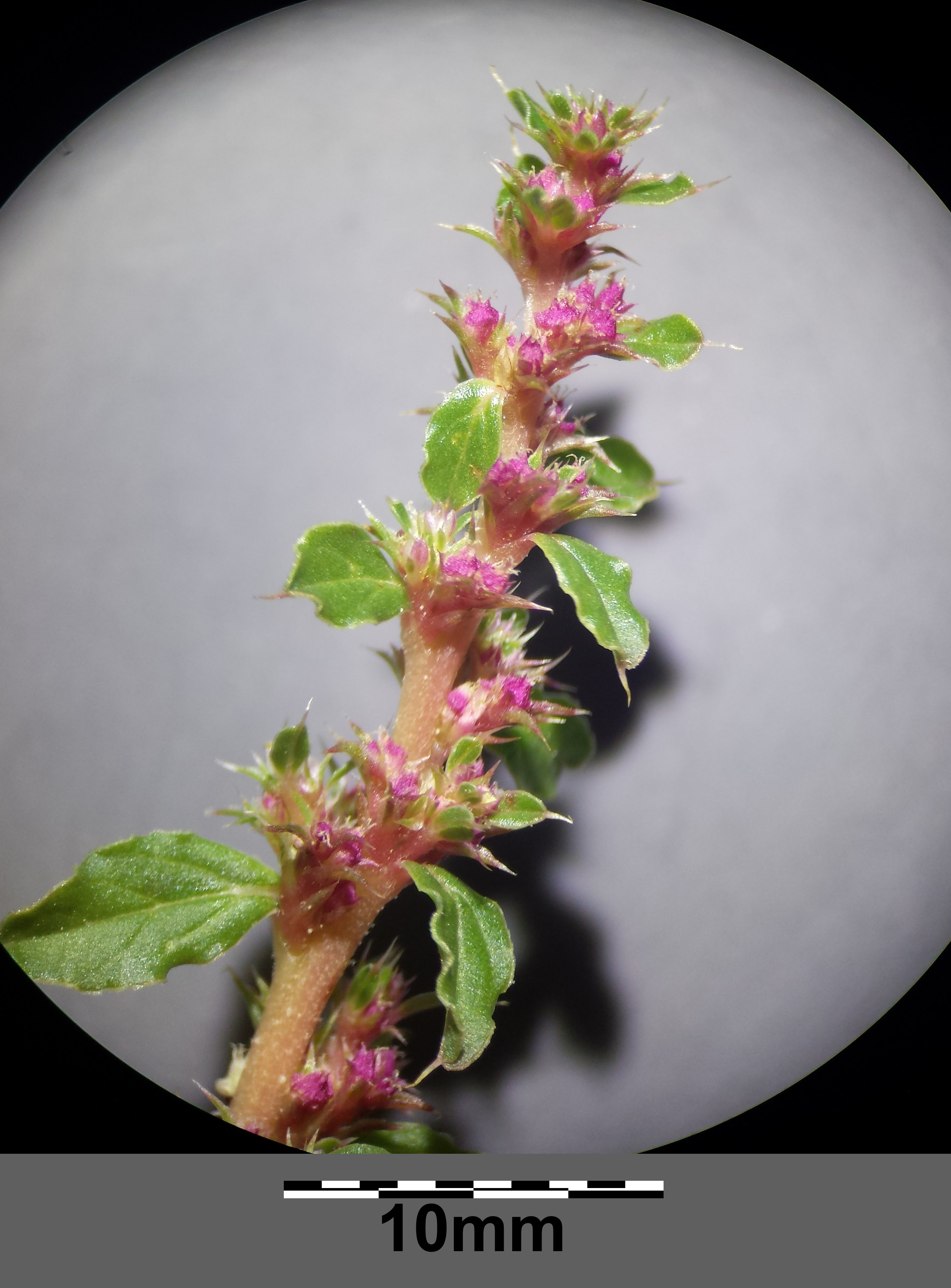
Kvetoucí lodyha

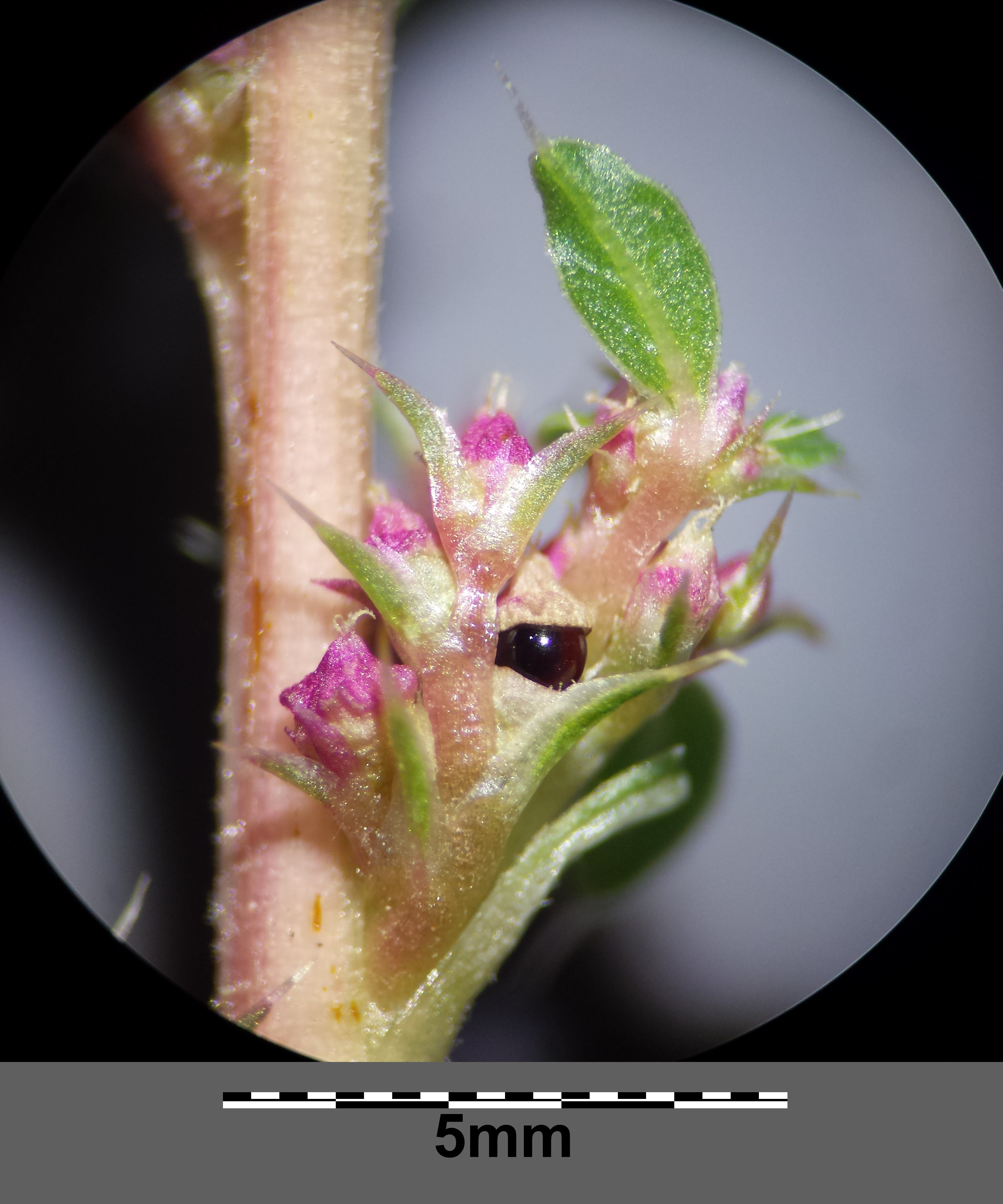
Květenství

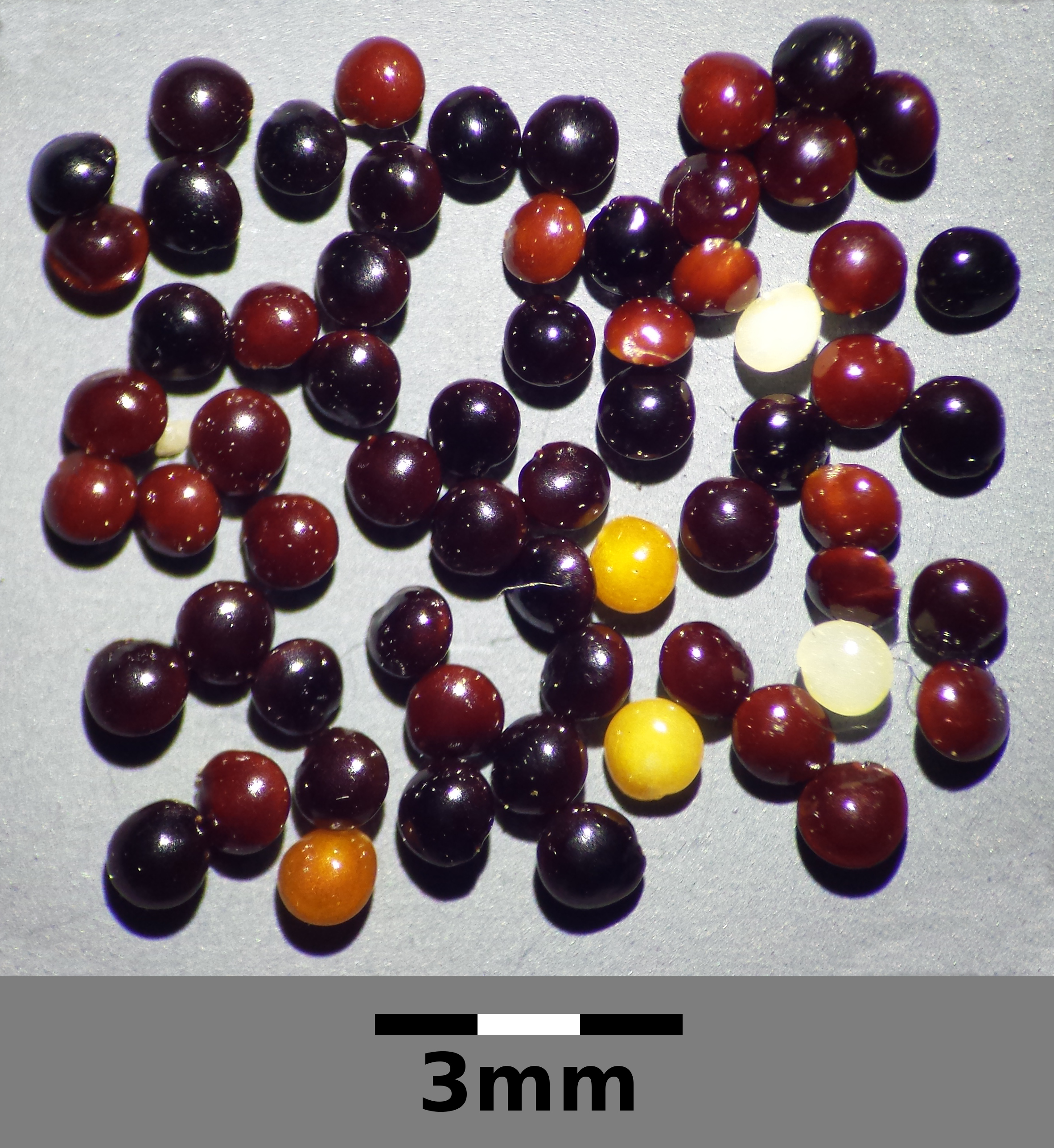
Semena

Laskavec bílý (Amaranthus albus), někdy nazývaný též pouštní chuchel je světle šedá, jednoletá, jednodomá bylina z čeledi laskavcovitých, která je považovaných za plevel. Pochází ze Severní Ameriky a v České republice je hodnocen jako zdomácnělý neofyt. Je jedním z přibližně dvaceti příležitostně nebo pravidelně se v české přírodě vyskytujících druhů rodu laskavec.

## Rozšíření
Rostlina původně pochází z polopouští a ruderálních stanovišť na jihu Spojených států amerických a severu Mexika. V období před příchodem Evropanů a krátce nato se rozšířila na velkém území zabírajícím jižní oblasti Kanady a téměř celé Spojené státy i Mexiko.
Do Evropy byl laskavec bílý postupně zavlékán s dováženými plodinami, např. s obilninami, kukuřicí a bavlnou, následně byl dále šířen také přepravou vlny a transportem hromadných surovin. Nejstarší údaj o jeho evropském výskytu pochází z roku 1723 z Itálie. V Evropě, s výjimkou nejsevernějších území, se postupně zcela rozšířil a v současnosti je zavlečen do zemí mírného podnebného pásma ve všech světadílech.
V Česku byla tato rostlina se silným potenciálem invazního šíření zaznamenána již roku 1893 v okrese Ústí nad Orlicí. V teplejších a průmyslových oblastech se vyskytuje častěji, na chladnějším území je vzácný či zcela chybí. Ve vyšší nadmořské výšce roste jen ojediněle, nejvýše vystupuje do 600  m n. m. v podhůří v okolí Mariánských Lázních a Žďáru nad Sázavou. Jeho lokality v Polabí mají pravděpodobně úzký vztah k labské migrační vodní cestě, zatímco lokality na jižní Moravě jsou nejčastěji spojovány s jeho souvislým rozšířením v Panonské pánvi. Laskavec bílý roste hlavně v rostlinných společenstvech pozměňovaných lidskou činnosti.

## Ekologie
Teplomilná, světlomilná a suchomilná rostlina vyskytující se hlavně na suchých hlinitých, písčitých i kamenitých půdách. Je silně nitrofilní a snáší i zasolené okolí silnic a dálnic i blízkost septiků. Roste na městských i vesnických vysychajících ruderálních stanovištích, v dlažbě ulic, podél komunikací, na návsích vesnic, zanedbaných dvorech průmyslových objektů, na nádražích i podél železničních tratí, na rumištích, skládkách a kompostech. Je také rostlinou úhorů i obdělávaných polí, kde je častou především v okopaninách a zeleninových zahradách, tam na dusíkem obohacené půdě vyrůstá do velkých rozměrů.
Laskavec bílý je pozdně jarní plevel a jeho hlavní rozvoj spadá do druhé poloviny léta. Je rostlinou snášející sucho a právě v suchých létech, kdy zůstávají plodiny řídké, se silně rozmáhá. Kořenem dlouhým i přes 1 m snadno dosáhne k hluboko uložené spodní vodě. Kvete v červenci a srpnu a semena dozrávají v září a říjnu. Ploidie druhu je 2n = 32.

## Popis
Jednoletá rostlina s lodyhu 10 až 50 cm dlouhou, přímou, vystoupavou nebo poléhavou a od spodu bohatě větvenou; boční větve často od centrální lodyhy vystupují téměř v pravém úhlu. Kořen rostliny může sahat až do hloubky 1 m. Lodyha bývá lysá, bělavá či načervenalá, na průřezu je okrouhlá a celá hustě porostlá střídavými, dlouze řapíkatými listy. Jejich lysé čepele jsou široce obkopinaté, bývají dlouhé 1 až 5 cm, jsou na bázi klínovité a na vrcholu tupě zakončené, po obvodě celistvé a někdy vlnité a střední žilku mají protaženou v osinu. Listy na postranních větvích jsou menší, stejně jako jejích řapíky.
Květy jsou jednopohlavné a vyrůstají v nevýrazných květenstvích v klubíčkách v úžlabí listů. Jsou kryty šídlovitými, na koncích krátce ostnitými listenci dvakrát delšími než trojčetná, asi 1 mm dlouhá, nazelenalá, membránovitá okvětí. Samčí květy mají okvětní lístky kopinaté, ostře špičaté a jejich tři volné tyčinky ční z okvětí. Samičí květy mají lístky podlouhlé, na koncích tupé a nestejně dlouhé, svrchní semeník má tři blizny. Květy se opylují větrem, v květu se vytvoří jediné semeno. Samčí i samičí květy jsou v květenství promíšeny.
Plod je vřetenovitá, vrásčitá, 1,2 mm velká tobolka otvírající se víčkem. Tobolka je delší než vytrvalé okvětí a obsahuje jediné, lesklá, pod 1 mm velké, černé či hnědé kulovité semeno. Rostlina vyprodukuje několik tisíců semen, hmotnost tisíce semen je 3 gramy.

## Rozmnožování
Laskavec bílý se rozmnožuje výhradně semeny, která na konci podzimu z již zcela suchých rostlin obvykle vypadají na okolní půdu. Silné větry někdy rostlinu ulomí a ta je větrem po polích odnášena a nárazy se semena vytřásají.
Semena mají osemení velmi tvrdé a proto klíčí nepravidelně, narušením osemení se klíčivost zlepšuje. Dokážou vzklíčit z hloubky až 5 cm, v půdě si podržují klíčivost po desetiletí. Na jaře se začínají prvé semenáče objevovat při minimální teplotě 12 °C, optimální růst nastává až za teploty 28 °C.

## Význam
Laskavec bílý je znám jako plevel vyskytující se hlavně v širokořádkových plodinách. Na polích a v zahradách České republiky však činí větší potíže jen v nejteplejších oblastech. V některých zemích, například v Německu a Kanadě, se jeho mladé listy používají do zeleninových salátů.
Je rostlinou rostoucí nejčastěji v soužití s člověkem, na místech pozměněných lidskou činností. Jeho pronikáni do jiných než synantropních společenstev se jeví jako málo pravděpodobné a proto není považován za příliš nebezpečný plevel. Případná ohniska jeho výskytu lze spolehlivě omezovat herbicidy nebo podmítkou strnišť.